# Liboc (Fluss)
Die Liboc (deutsch Aubach, am Oberlauf Linzbach) ist ein rechter Nebenfluss der Eger in Tschechien und das größte Gewässer des Duppauer Gebirges.

## Verlauf
Sie entspringt in 685 Meter Höhe westlich des 760 Meter hohen Pilíř im Duppauer Gebirge auf einem sumpfigen Sattel auf dem Gebiet des Truppenübungsplatzes Hradiště. Einen Kilometer westlich seiner Quelle befand sich das erloschene Dorf Jeseň (Gässing), 800 m südöstlich entspringt die Blšanka. Nach einem Kilometer wird der Fluss beim ehemaligen Hegerhaus (Hájovna) in einem ehemals vier Hektar großen Teich gestaut.
Die Aubach fließt in nordwestlicher Richtung durch militärische Anlagen, die an der Stelle des Dorfes Mětikalov (Meckl) errichtet wurden, und an den Grundmauern der Kreuzrův mlýn (Kreuzermühle) vorbei in den Duppauer Kessel. Links des Baches am Hang des Flurbühls befand sich bis 1955 die Stadt Duppau und am nordöstlichen Ufer das hoch gelegene Dorf Trmova (Dürmaul).
Zwischen dem 762 Meter hohen Huseň (Hussen) und dem gegenüberliegenden 744 Meter hohen
Trmovský vrch (Dürrmauler Berg), den sie an drei Seiten umfließt, ändert die Aubach ihre Richtung nach Osten. An diesem Flussstück befanden sich drei Mühlen, die Duppauer Marktmühle, die 1935 abgebrannte Brettmühle (Nový mlýn) und die Walkmühle (Hrazský mlýn). An Stelle der Orte Oleška (Olleschau), Žďár (Saar bei Duppau), Hluboká (Tiefenbach) und Žebletín (Sebeltitz) beiderseits des Tales liegen heute militärische Anlagen.
Zwischen den Ortsteilen Obrovice (Wobern) und Kadaňský Rohozec (Böhmisch Rust) der Gemeinde Radonice verlässt die Aubach das Gebirge und Militärgelände. Am weiteren Flusslauf liegen die Orte Radonice, Vilémov, Pětipsy, Libědice. Nach ca. 45 Kilometern mündet die Aubach in 210 m ü. M. bei Libočany oberhalb Žatec in die Eger.
Im Tal der Aubach wurde am 1. August 1902 eine Lokalbahn von Duppau nach Kaaden eröffnet. Diese Bahn verkehrt heute noch von der Grenze des Sperrgebietes bei Kadaňský Rohozec an, die dahinter liegenden Gleisanlagen im Gebirge wurden demontiert.
Bis ins 20. Jahrhundert hinein bestanden in der Aubach oberhalb von Fünfhunden bis ins Duppauer Gebirge Populationen der Flussperlmuschel.
Größter Nebenfluss der Aubach ist die Leska, die bei Čejkovice einmündet. Bei Pětipsy erfolgt über eine Fernleitung die Einspeisung von Wasser aus dem Bewässerungsreservoir Sedlec (Zettlitzer Teich) bei Sedlec u Radonic im Duppauer Gebirge.

## Zuflüsse
- Jírovský potok (l), bei der Wüstung Mětikalov
- Řednický potok (l), bei der Wüstung Řednice
- Zlatý potok (l), oberhalb der Wüstung Doupov
- Pustý potok (l), in der Wüstung Doupov
- Luční potok (l), unterhalb der Wüstung Doupov
- Dolinský potok (l), bei der Wüstung Oleška
- Kozlovský potok (l), bei der Wüstung Oleška
- Žďárský potok (l), bei Kyselka
- Travná (r), bei Kadaňský Rohozec
- Dubá I (r), oberhalb von Radechov
- Hájský potok (l), in Radechov
- Růžovský potok (l), in Radonice
- Vintířovský potok (l), bei Pětipsy
- Leska (r), unterhalb von Čejkovice